# Operazione Payback
Operazione Payback o Operation Payback (in italiano: Operazione Resa dei conti) fu una iniziativa coordinata di pirati informatici attivo contro gli oppositori della pirateria su internet, associata ad Anonymous.
Nacque come rappresaglia agli attacchi DDoS perpetrati nei confronti di siti BitTorrent, lanciando numerosi attacchi DDoS in risposta a diversi grandi gruppi anti-pirateria.

## Storia
Venne avviata nel settembre 2010, a sostegno del filesharing e contro le società di copyright. Una delle prime azioni del gruppo ha colpito la SGAE, causando l'interruzione di centinaia di server per un totale di 550 ore di inattività.
Nel dicembre 2010 Operazione Payback colpisce altri due target: Paypal e Postfinance, una banca svizzera. Entrambi i servizi avevano pochi giorni prima chiuso il conto dell'organizzazione WikiLeaks.

## Obiettivi
| Target                                                       | Site                | Attack time             |
| ------------------------------------------------------------ | ------------------- | ----------------------- |
| ACS:Law                                                      | acs-law.org.uk      | 10/03/2010 7:00 PM UTC  |
| RIAA                                                         | riaa.org            | 10/29/2010 9:00PM UTC   |
| Motion Picture Association of America                        | mpaa.org            | —                       |
| Aiplex Software                                              | aiplex.com          | —                       |
| Davenport Lyons                                              | davenportlyons.com  | —                       |
| TMG Image Over Networks                                      | tmg.eu              | —                       |
| Australian Federation Against Copyright Theft (AFACT)        | afact.org.au        | —                       |
| DG Legal                                                     | dglegal.com         | —                       |
| Gallant Macmillan                                            | gmlegal.co.uk       | 10/12/2010 06:00 PM GMT |
| Ministry of Sound                                            | ministryofsound.com | 10/03/2010 7:00 PM UTC  |
| Sociedad General de Autores y Editores (SGAE)                | sgae.es             | 10/06/2010              |
| Ministerio de Cultura                                        | mcu.es              | 10/06/2010              |
| promusicae                                                   | promusicae.es       | 10/06/2010              |
| Federation of the Italian Music Industry (FIMI)              | fimi.it             | 10/09/2010              |
| International Federation of the Phonographic Industry (IFPI) | ifpi.it             | 10/09/2010              |
| —                                                            | pro-music.it        | 10/09/2010              |
| United Kingdom Intellectual Property Office                  | ipo.gov.uk          | 10/16/2010 05:00 PM GMT |
| Associação do Comércio Audiovisual de Portugal               | acapor.pt           | 10/18/2010              |
| Gene Simmons                                                 | genesimmons.com     | 10/19/2010              |
| Satel Film                                                   | satelfilm.at        | 10/22/2010              |
| Hustler                                                      | hustler.com         | 10/22/2010              |
| FACT                                                         | fact-uk.org.uk      | 10/24/2010 10:00 PM GMT |
| antipiracy.fi                                                | antipiracy.fi       | 10/26/2010              |
| United States Copyright Office                               | copyright.gov       | 11/03/2010 15:00 GMT    |
| Irish National Federation Against Copyright Theft            | infact.ie           | 11/06/2010 18:15 GMT    |
| International Federation of the Phonographic Industry        | ifpi.org            | 11/26/10                |
| Warner Bros.                                                 | warnerbros.com      | 12/1/10 6:00 PM GMT     |
| PostFinance                                                  | postfinance.ch      | 12/6/10                 |

## Strumenti e comunicazione
I membri di Operation Payback usano una versione modificata del Low Orbit Ion Cannon (LOIC).
Nel settembre 2010, a LOIC è stata aggiunta la modalità "Hive Mind", la quale permette di connettersi a IRC, dove può essere comandato da remoto.
Questo permette ai computer dove LOIC è installato di comportarsi come se facesse parte di una botnet.
Con questi strumenti i coordinatori di Operation Payback sono in grado di "abbattere" velocemente i siti che appartengono a gruppi anti-pirateria.
Sono state usate Botnet di qualsiasi grandezza.